# Roger Nimier

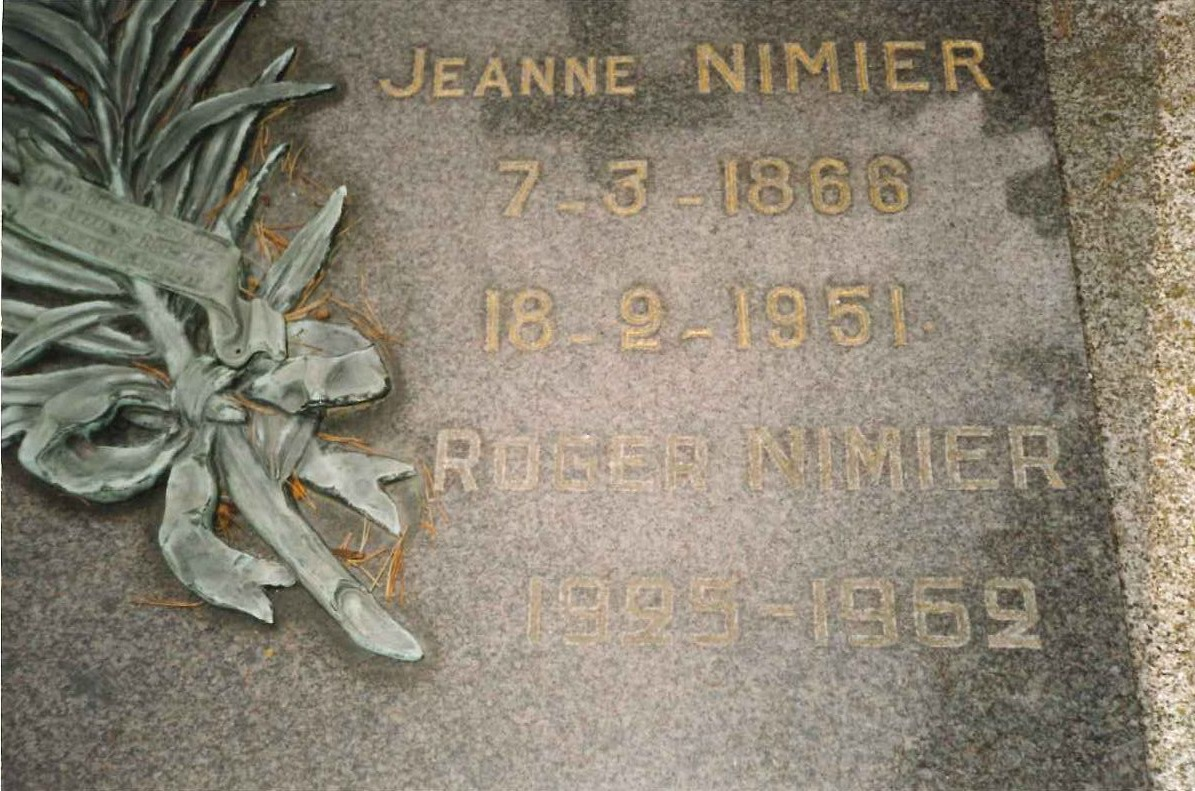
Tumba de Roger Nimiere en el cementerio de Saint-Brieuc.

Roger Nimier, escritor y periodista francés, nacido el 31 de octubre de 1925 en París y muerto en Garches el 28 de septiembre de 1962. Fue la principal figura del movimiento literario hussard, que también incluía Antoine Blondin, Jacques Laurent... Su obra más conocida es Le Hussard bleu (El Húsar azul), una novela en la que es descrita la vida de un regimiento de húsares ocupando Alemania en 1945, desde el punto de vista de varios personajes.
- Datos: Q49637
- Multimedia: Roger Nimier / Q49637